# پیتر دو هوخ
پیتر دو هوخ (هلندی: Pieter de Hooch; ۲۰ نوامبر ۱۶۲۹ – ۲۴ مارس ۱۶۸۴) نقاش اهل هلند بود.
وی که نقاشان عصر طلایی نقاشی هلند محسوب میشود، آثار وی در ابتدا درباره سربازان و کشاورزان بود اما در اواسط میانه دهه ۱۶۵۰ میلادی آثار وی بر روی فضاهای داخلی، زنان و کودکان متمرکز شد.

## نگارخانه

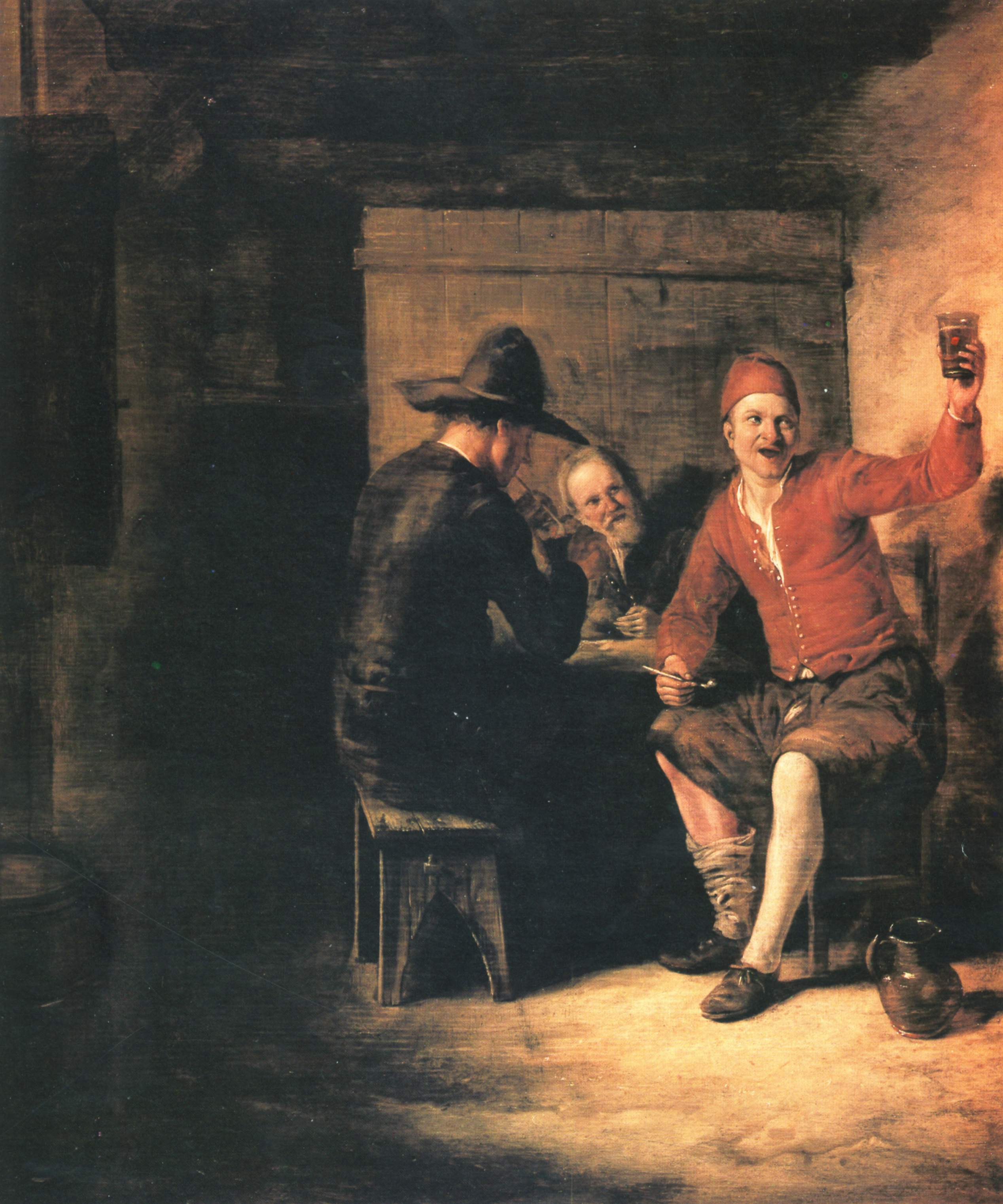
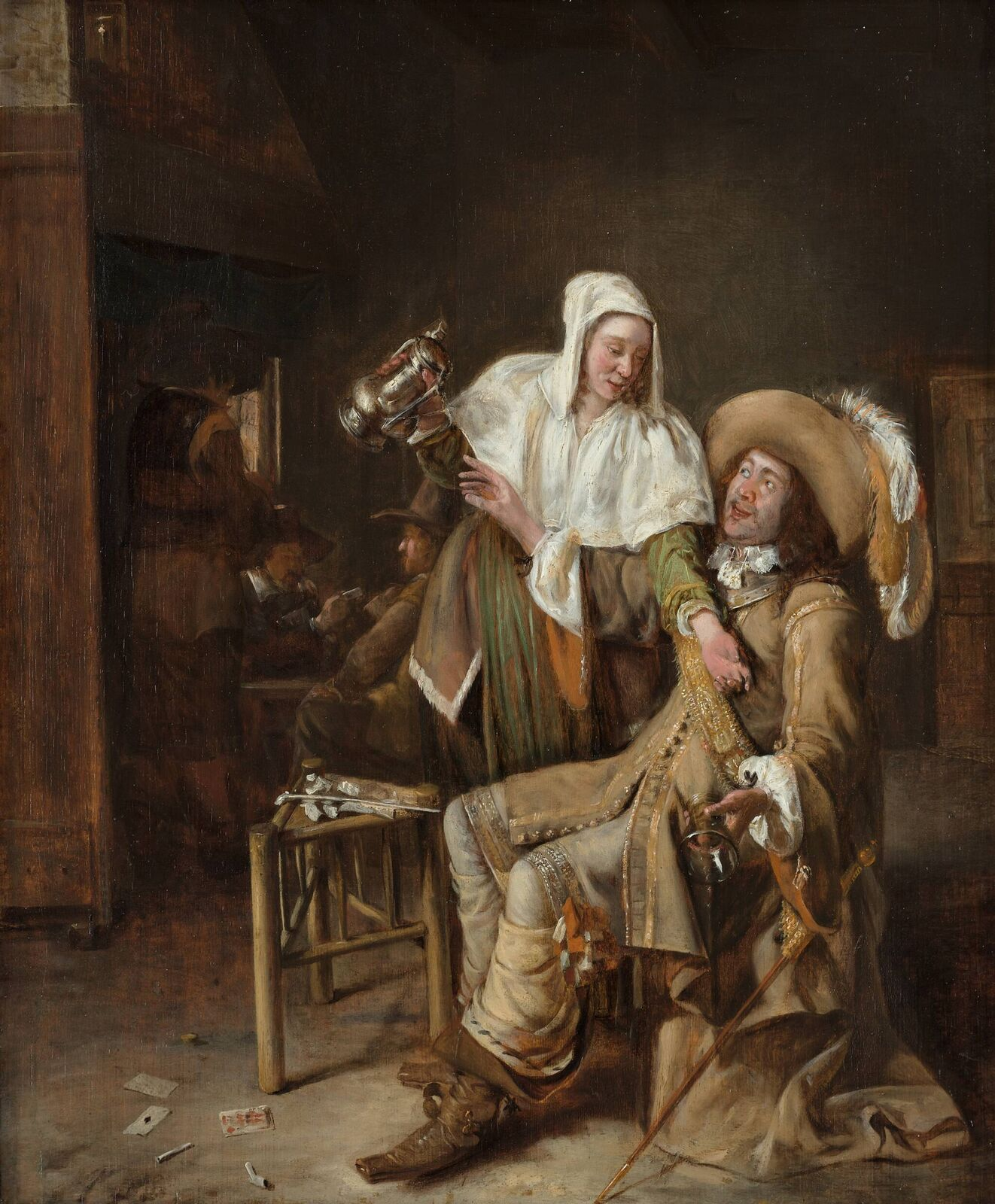
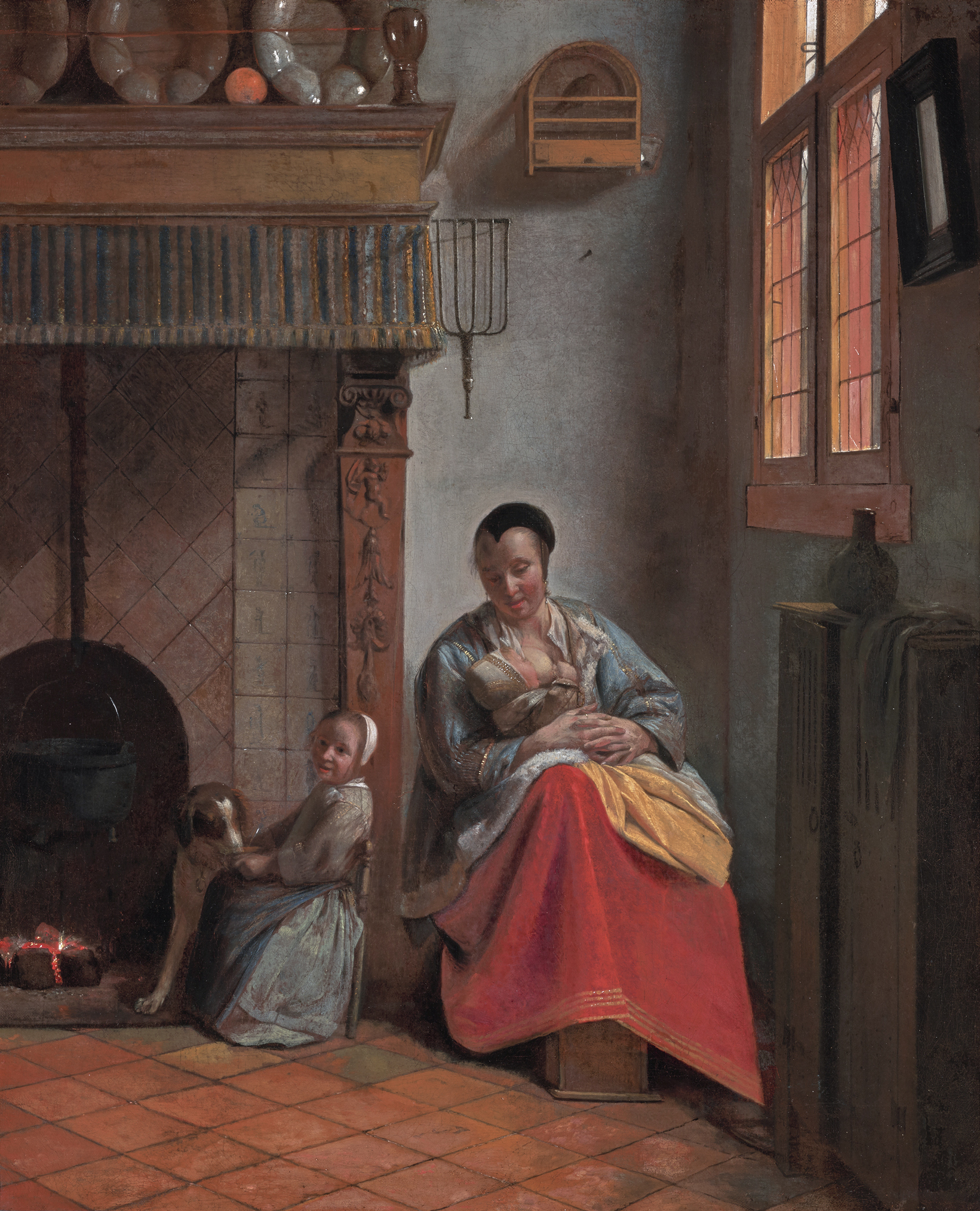
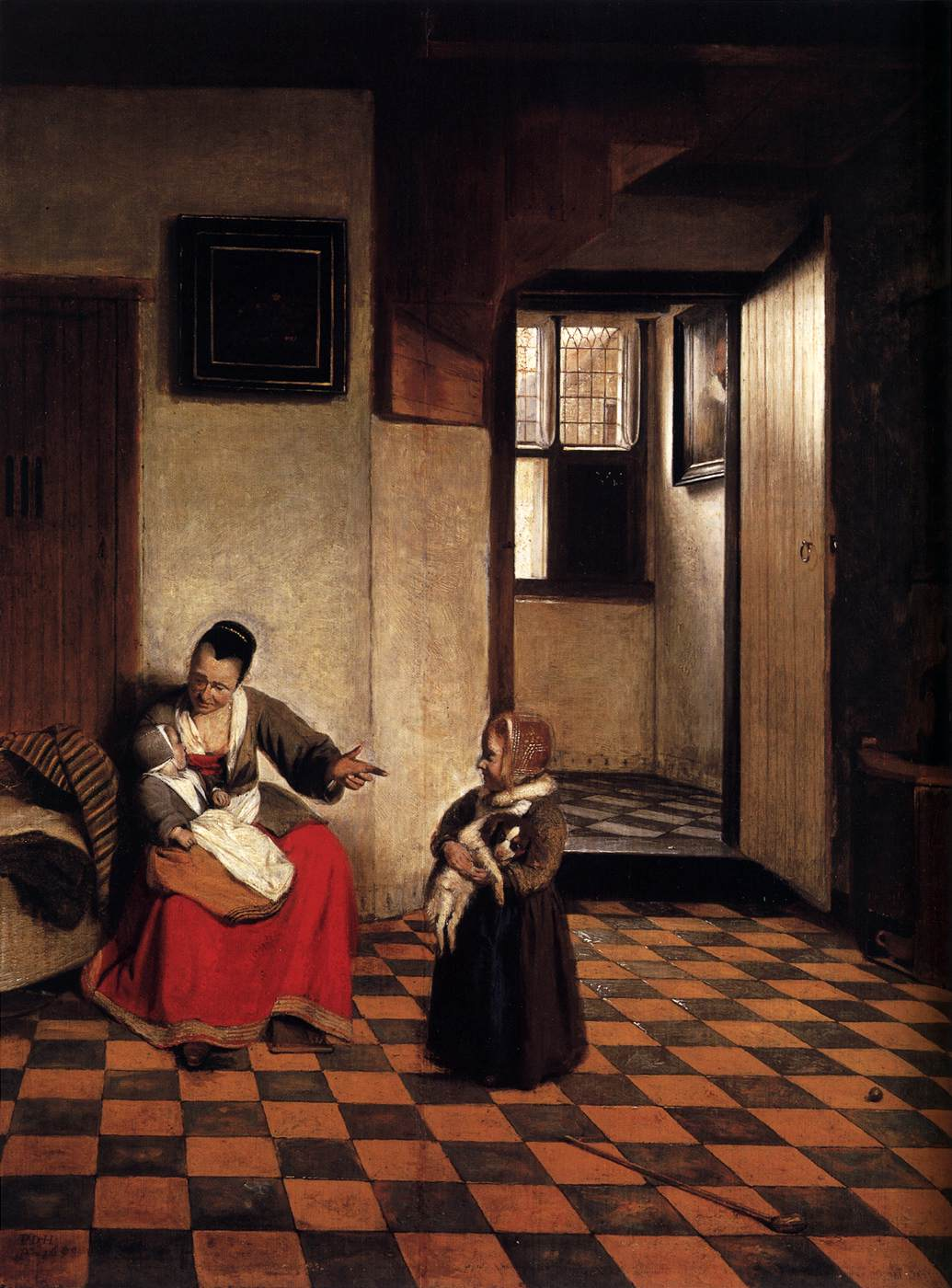
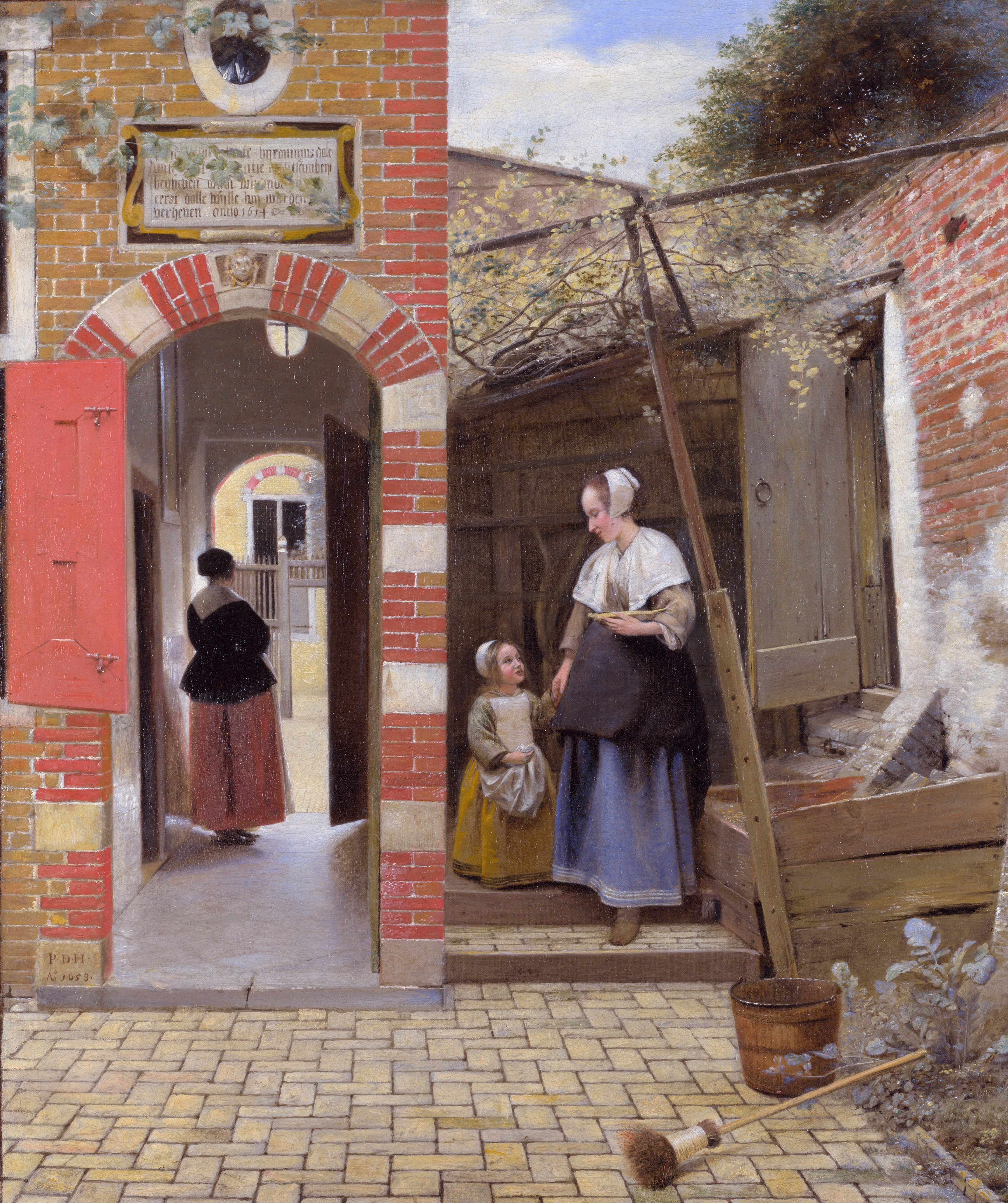
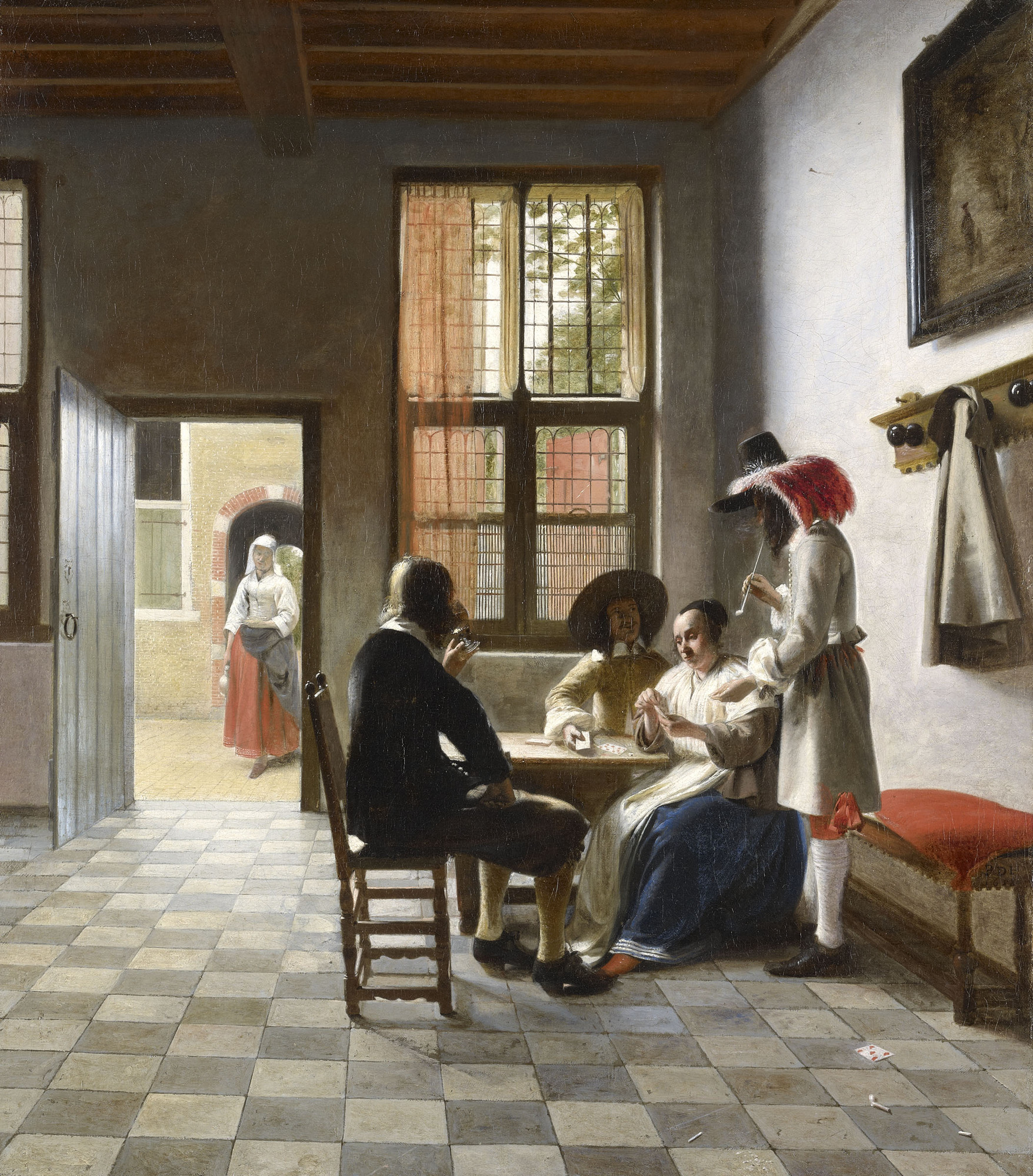
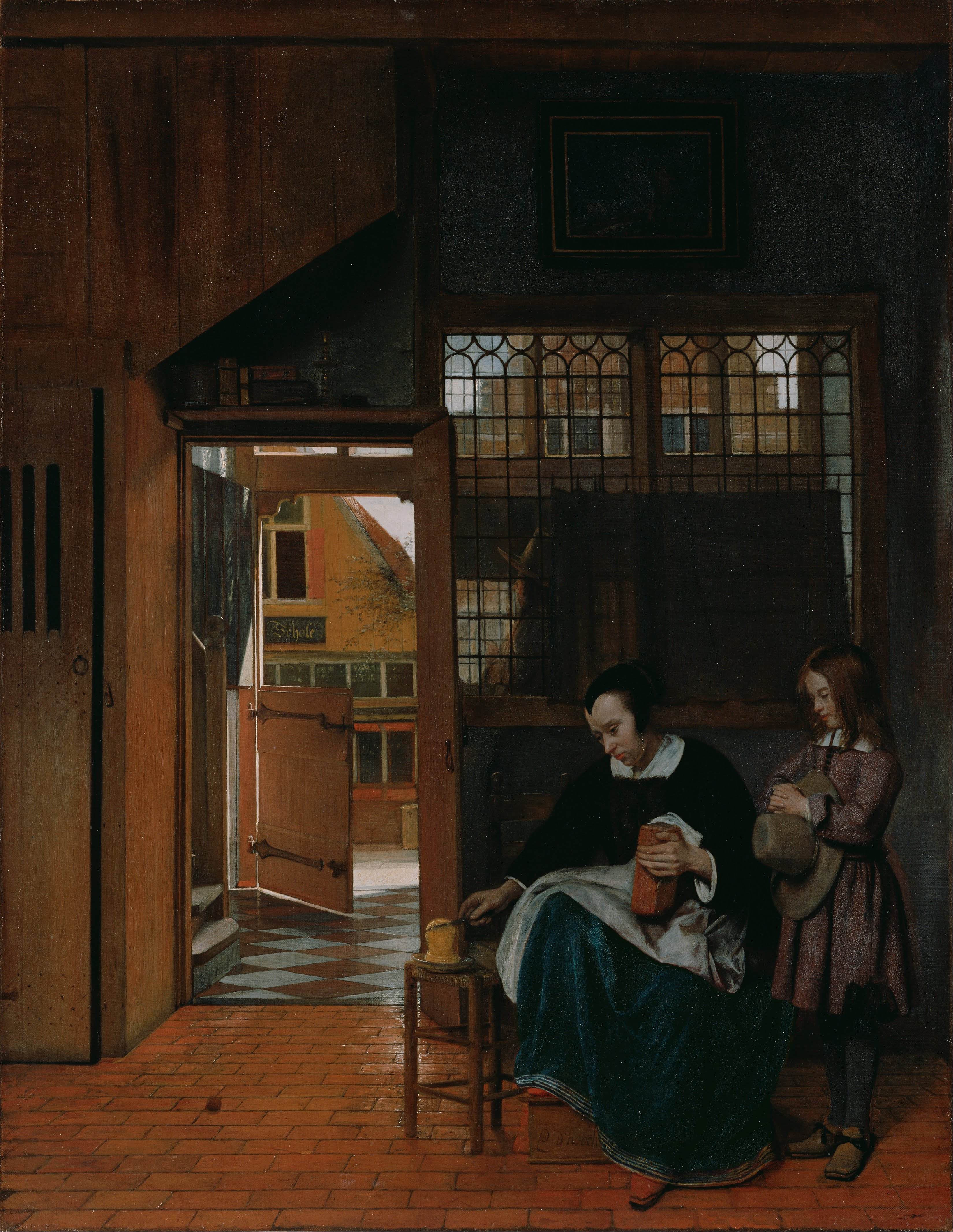
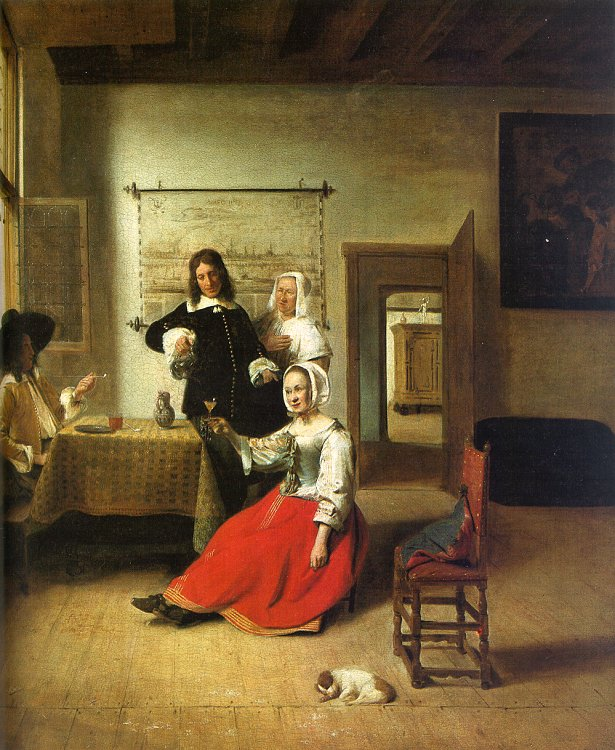
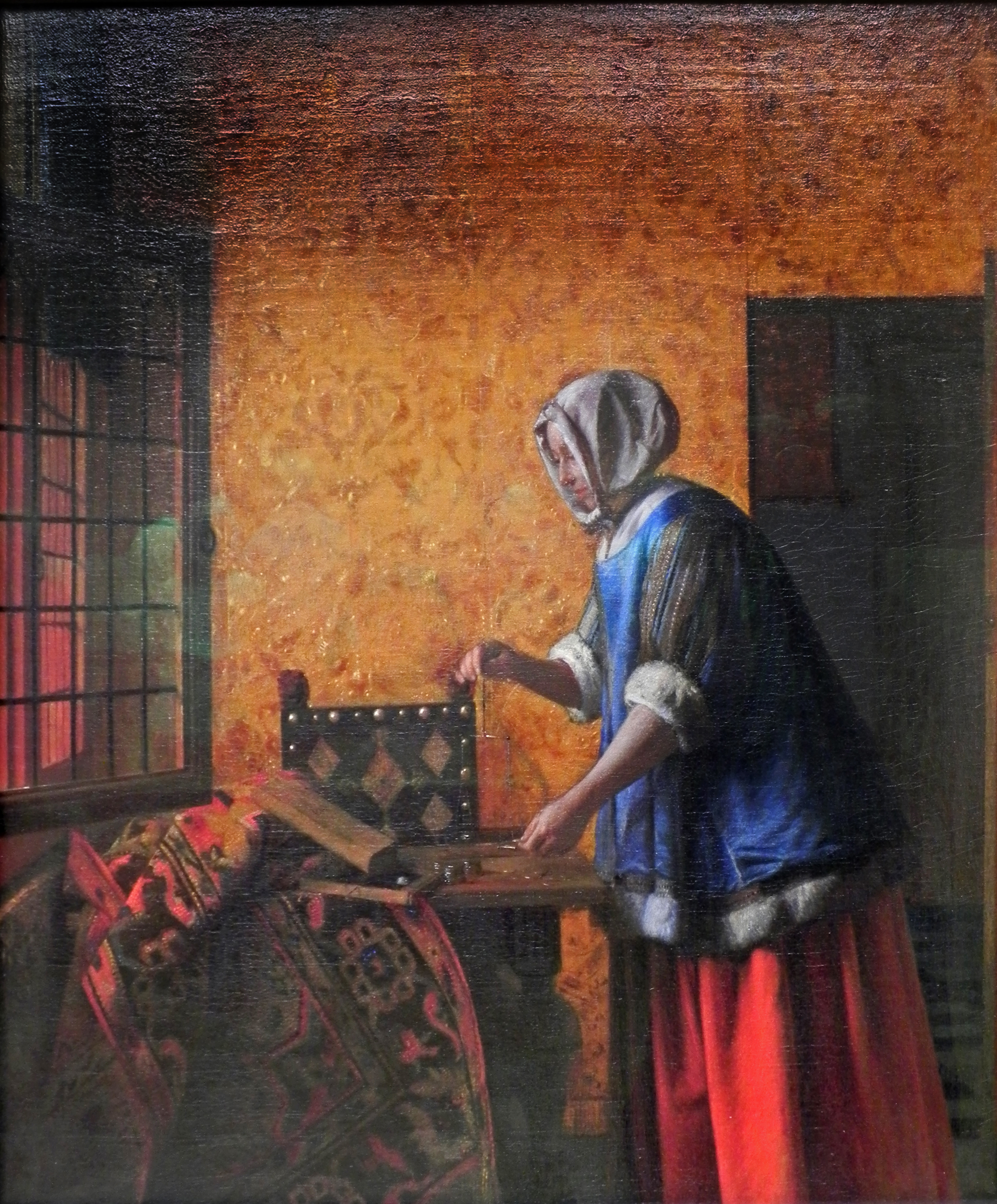
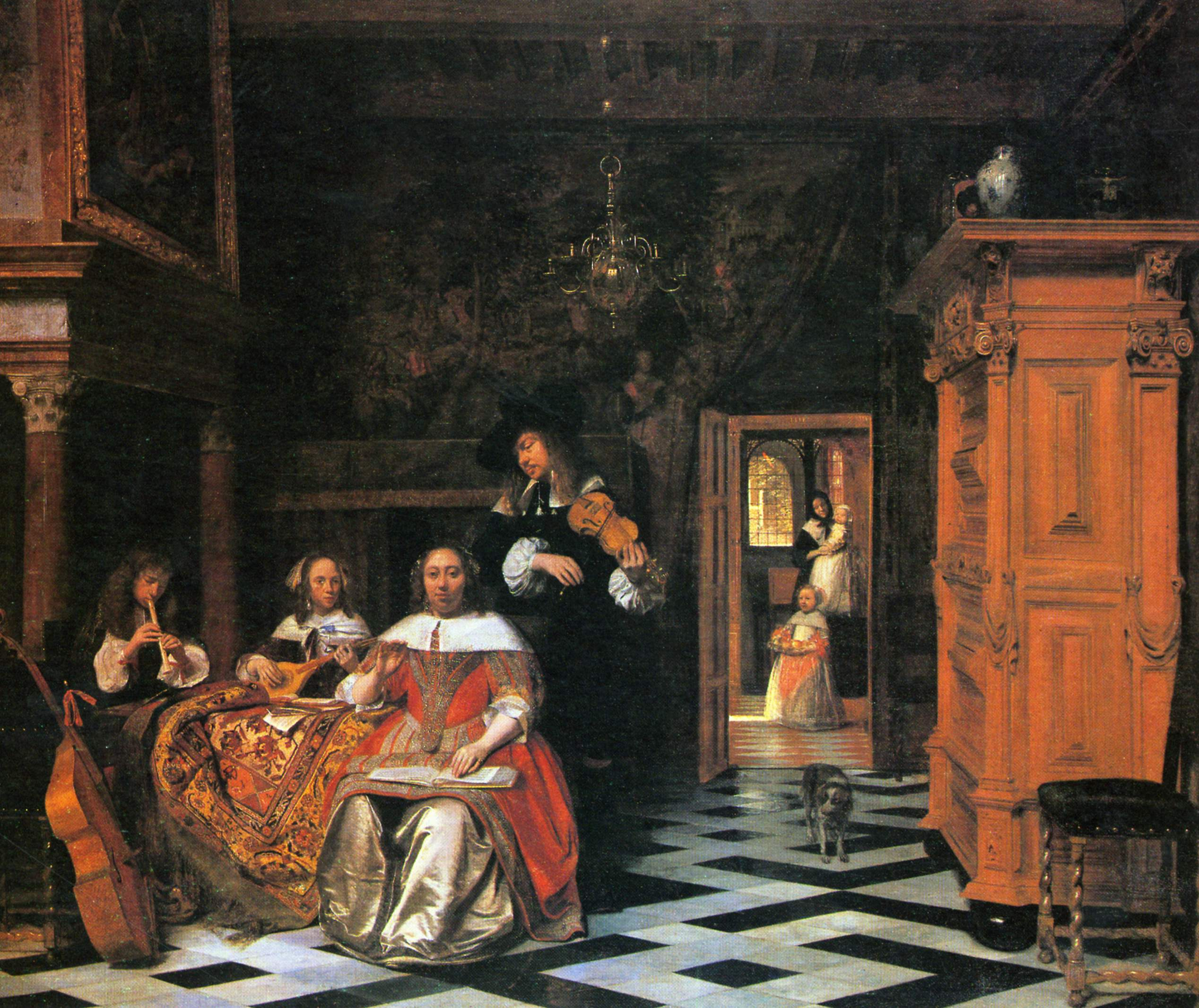
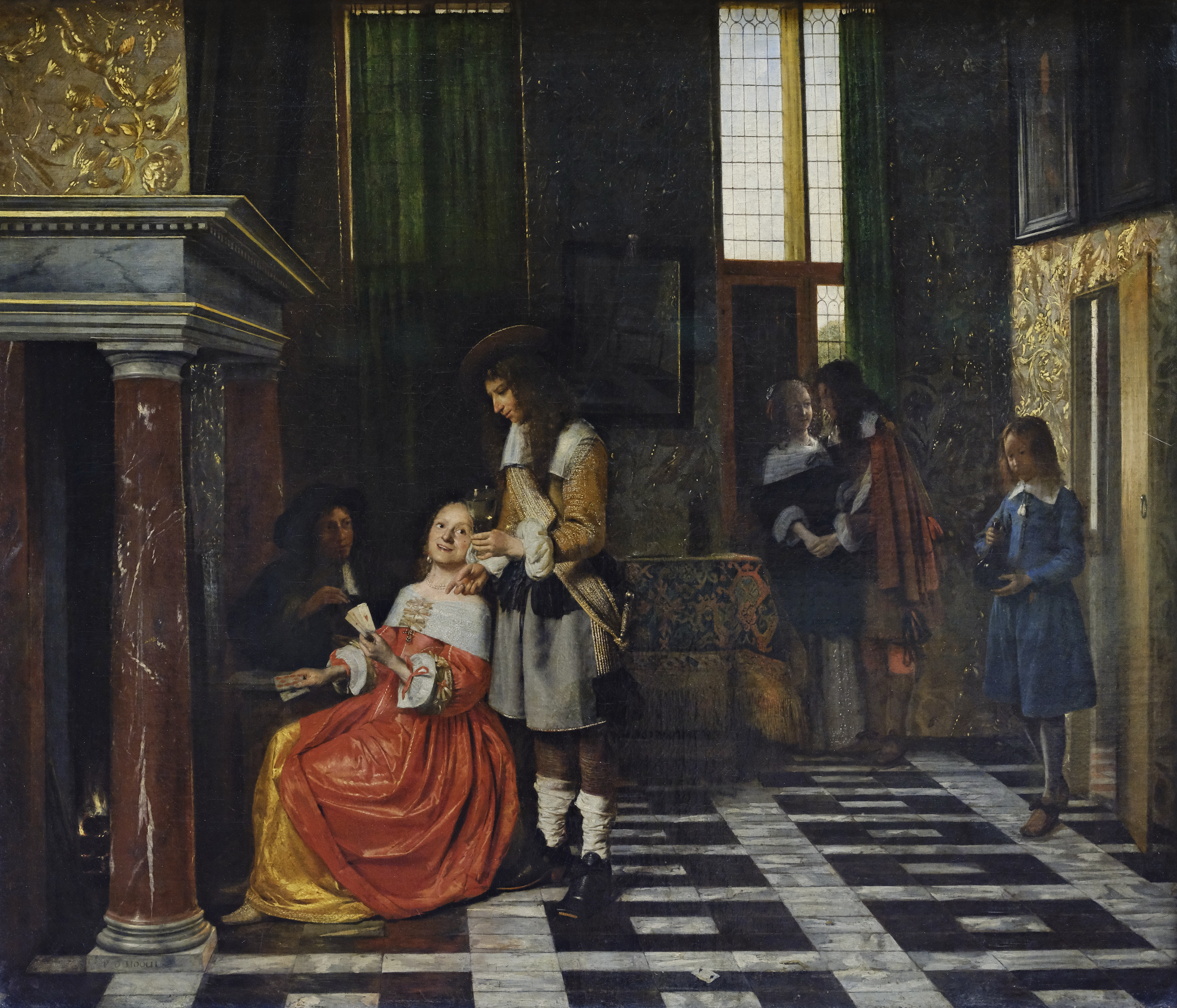
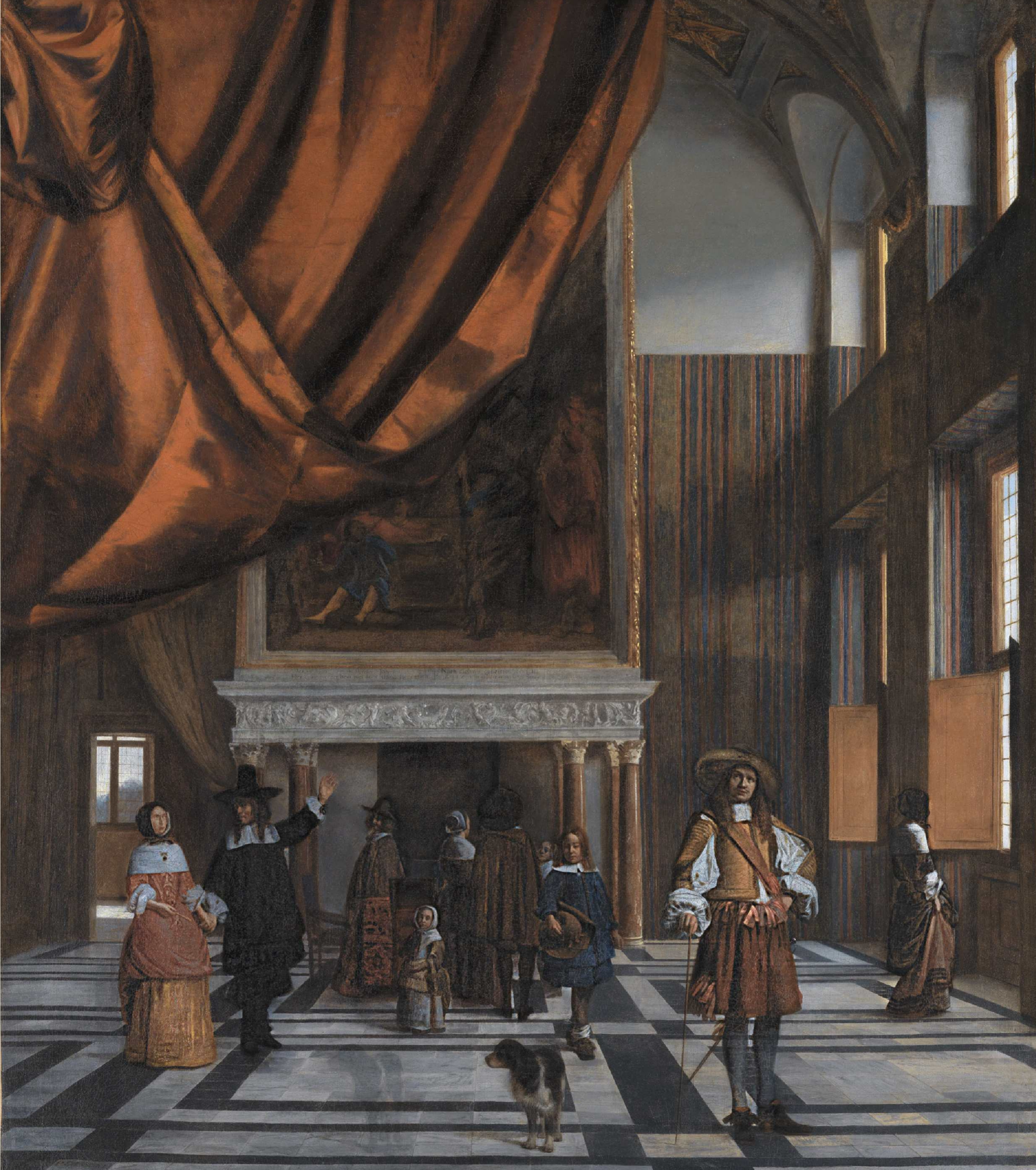
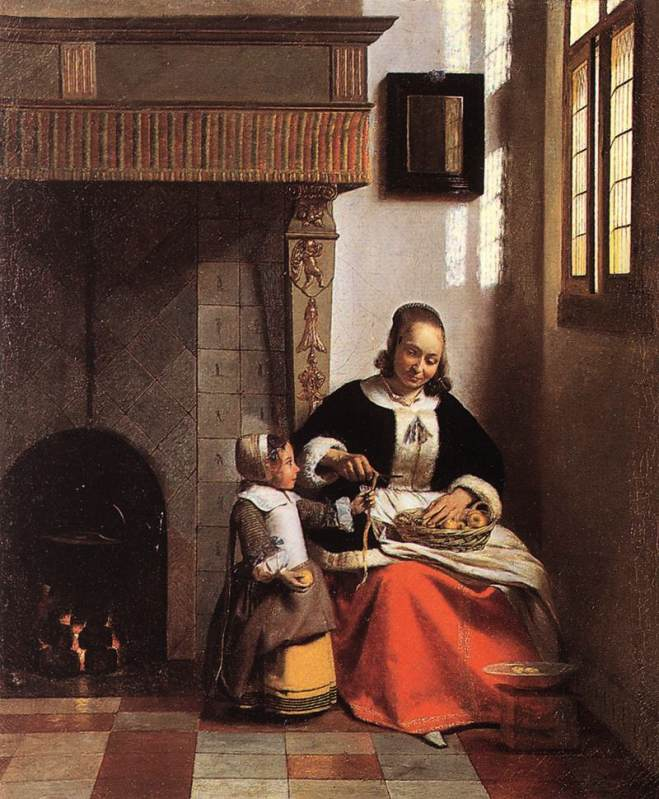
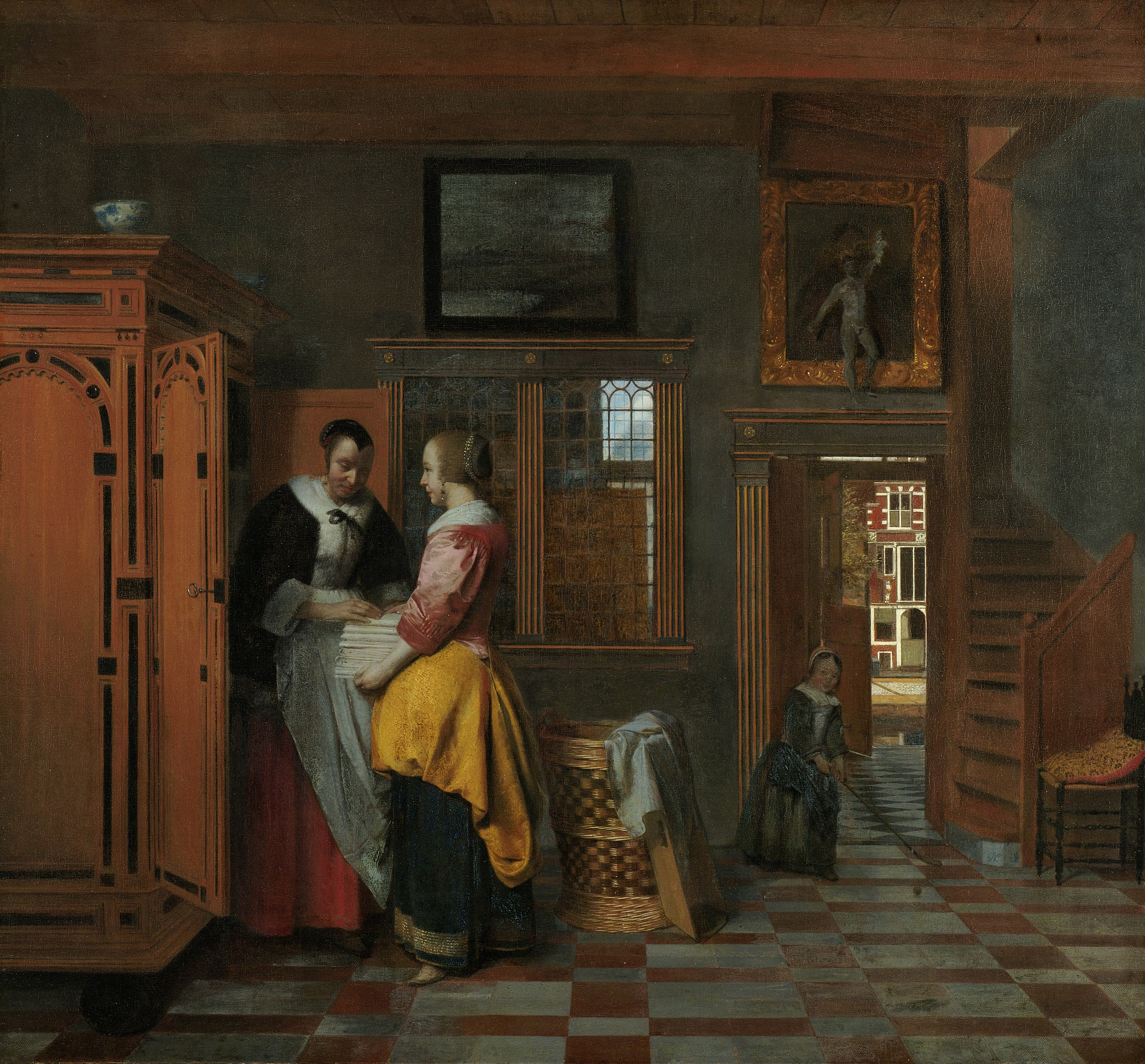
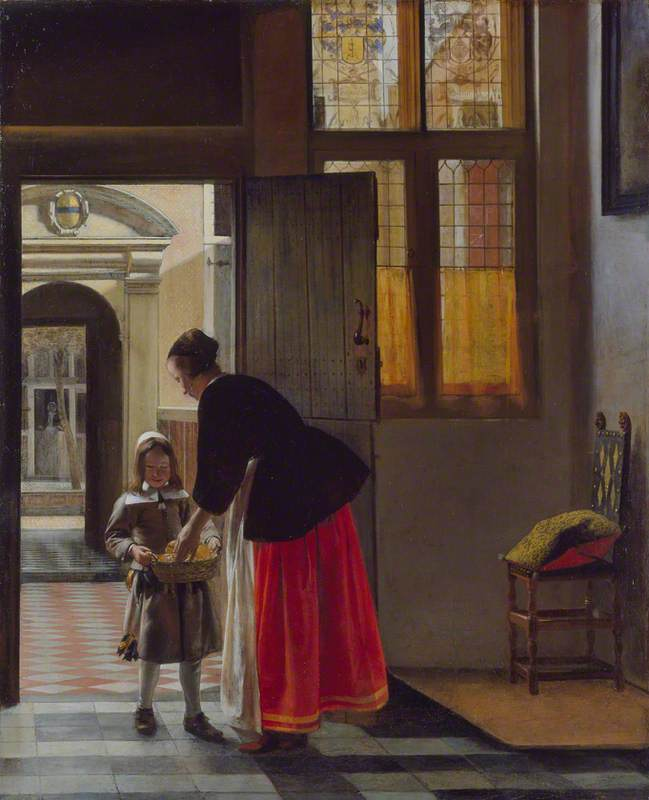
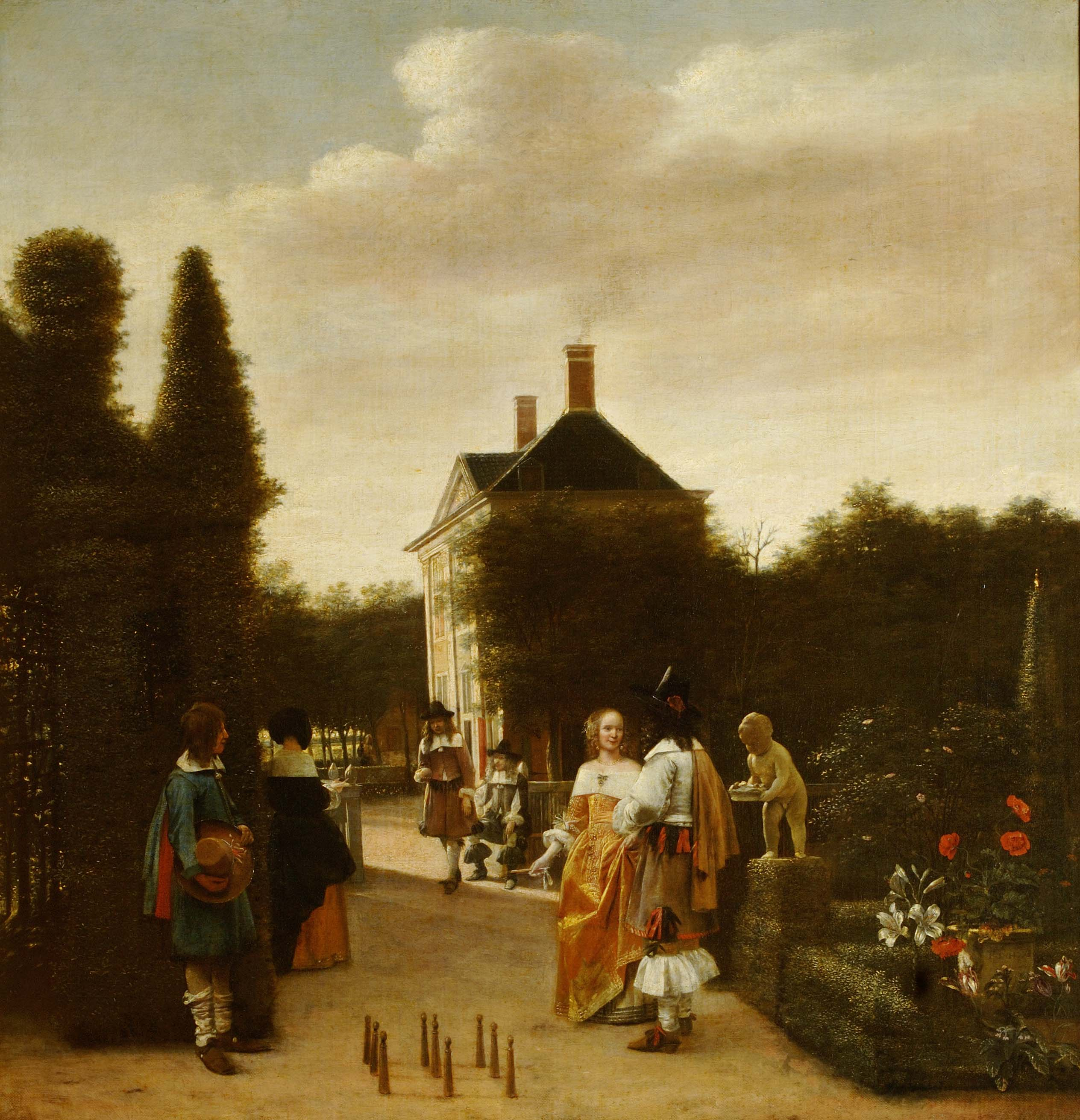
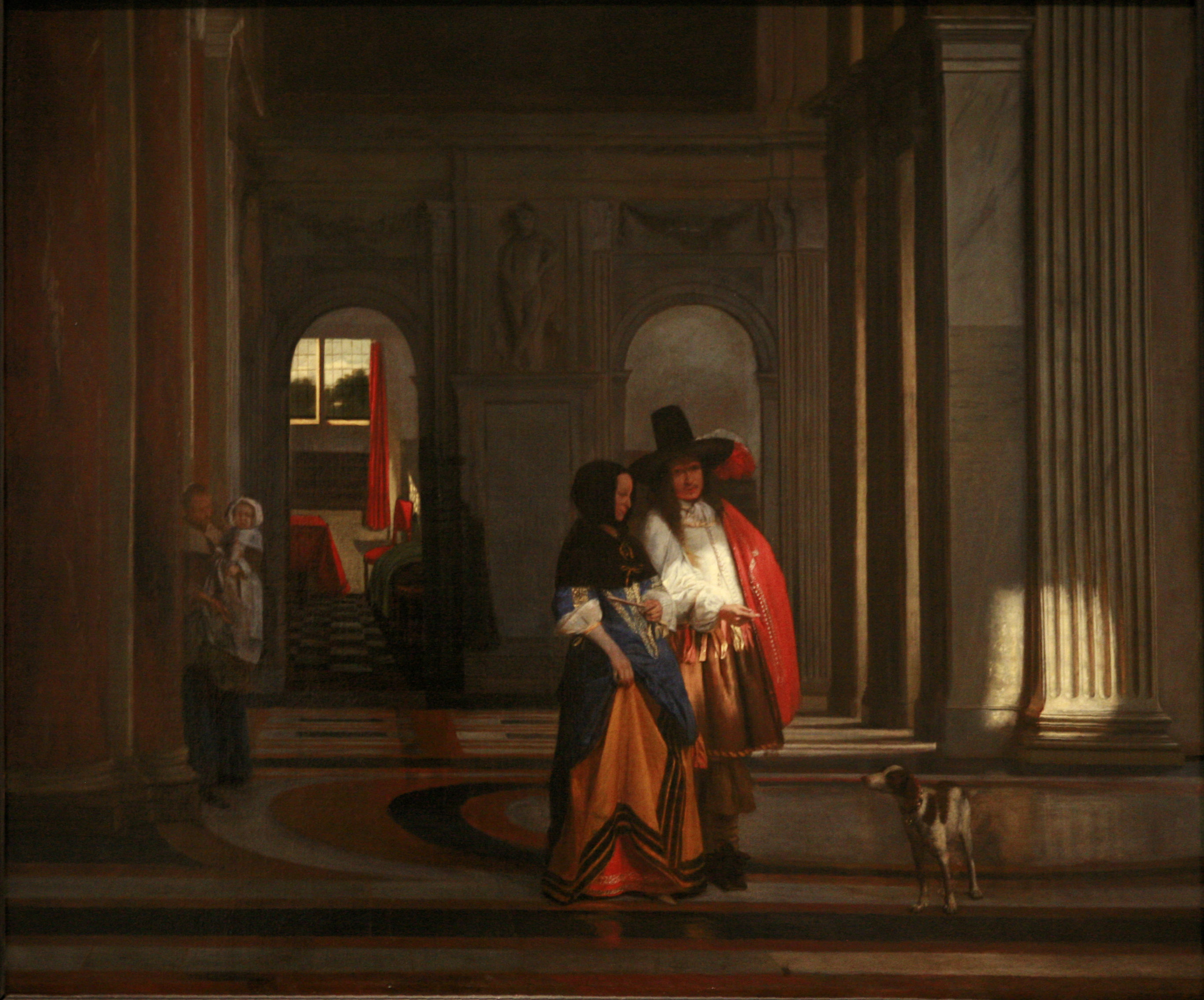
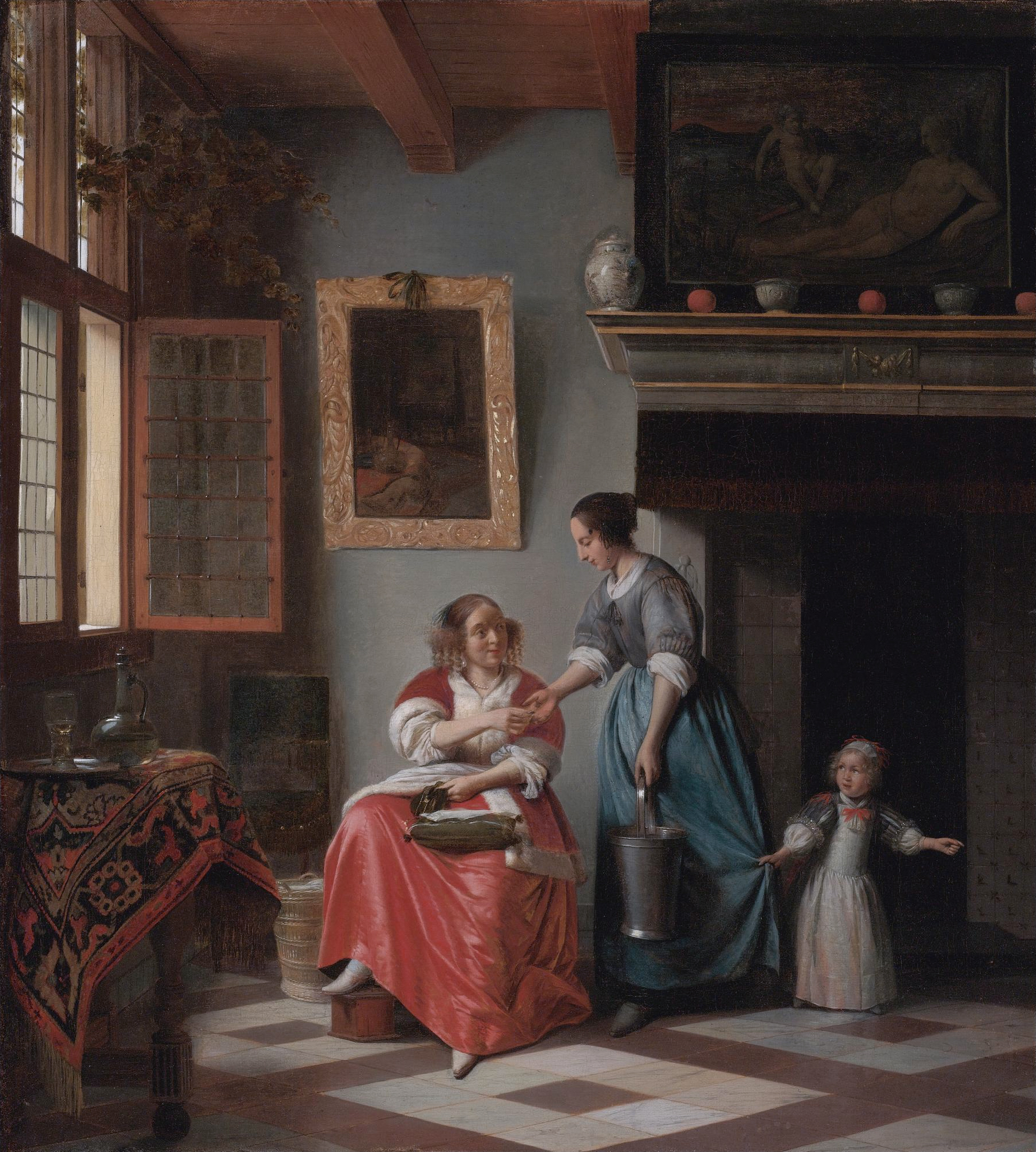
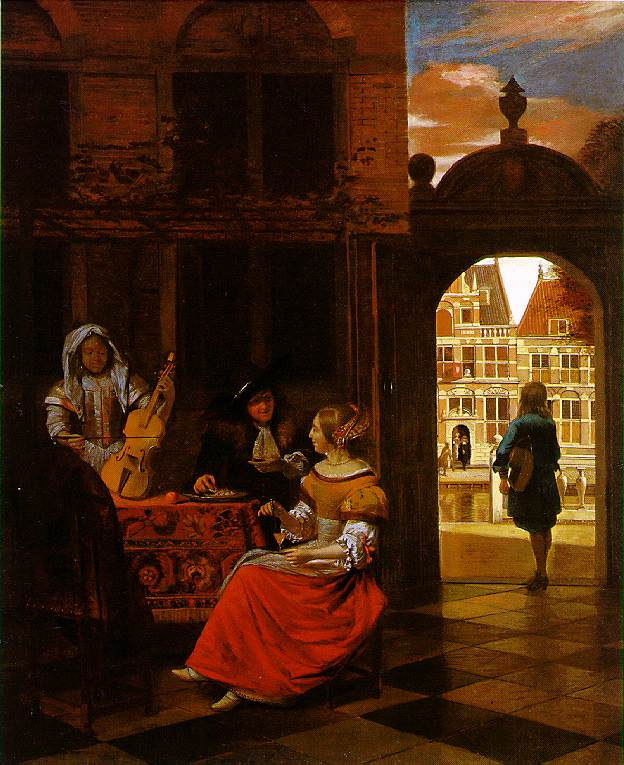
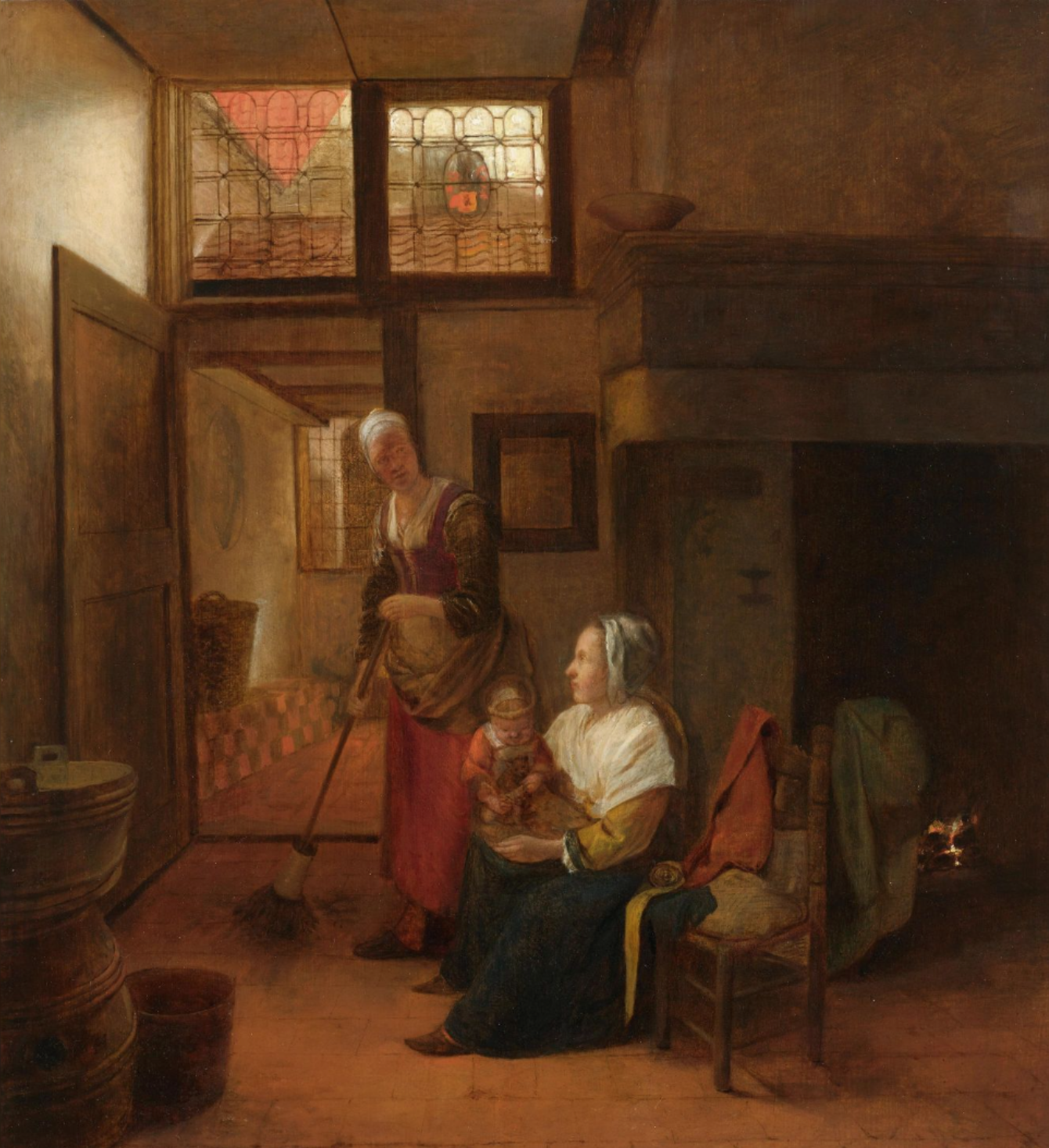